# Maksim Shatskix
Maksim Szackich, uzb. cyr. Максим Шацких, ros. Максим Александрович Шацких, Maksim Aleksandrowicz Szackich (ur. 30 sierpnia 1978 w Taszkencie, Uzbecka SRR) – uzbecki piłkarz, grający na pozycji napastnika, zawodnik reprezentacji Uzbekistanu.

## Kariera piłkarska

### Kariera klubowa
Jest wychowankiem IUTCO Taszkent. Jako junior występował w klubach IUTCO Taszkent i Cziłanazar Taszkent. Następnie grał m.in. w rosyjskich klubach: Sokoł Saratów, Torpedo Wołżski, Łada Togliatti, Gazowik-Gazprom Iżewsk i Bałtika Kaliningrad. W 1999 roku przeszedł do Dynama Kijów i miał być następcą Andrija Szewczenki. Pierwszy sezon miał niezwykle udany – w 25 meczach ligi ukraińskiej zdobył 20 bramek i został królem strzelców ligi. W Lidze Mistrzów (łącznie z eliminacjami) rozegrał 15 spotkań i strzelił 5 goli. Po zakończeniu sezonu 2008/09 jako wolny agent przeszedł do Łokomotiwu Astana. W wyniku problemów finansowych Łokomotiwu piłkarz anulował kontrakt i 23 lutego 2010 został zawodnikiem Arsenału Kijów. 4 kwietnia 2010 w spotkaniu Arsenał Kijów - Metałurh Zaporoże (2:0) strzelił swoją 100-ą bramkę w Wyższej/Premier lidze mistrzostw Ukrainy w 222 meczach. Podczas przerwy zimowej sezonu 2012/13 podpisał 2,5-letni kontrakt z Czornomorcem Odessa, w którym występował do 1 czerwca 2013. 18 czerwca 2013 roku powrócił do Arsenału Kijów. Po rozformowaniu Arsenału, w końcu grudnia 2013 przeniósł się do Howerły Użhorod. Na początku czerwca opuścił zakarpacki klub. W lipcu 2015 został piłkarzem Ruchu Winniki.

### Kariera reprezentacyjna
W reprezentacji Szackich rozegrał 45 meczów i strzelił 30 goli (stan na 19 maja 2009).

## Sukcesy i odznaczenia

### Sukcesy klubowe
- mistrz Ukrainy (6x): 2000, 2001, 2003, 2004, 2007, 2009
- zdobywca Pucharu Ukrainy (5x): 2000, 2003, 2005, 2006, 2007
- zdobywca Superpucharu Ukrainy: 2004, 2006, 2007
- zdobywca Pucharu Mistrzów WNP: 2002

### Sukcesy indywidualne
- król strzelców Ukraińskiej Wyższej Ligi: 2000, 2003
- wybrany do trójki najlepszych piłkarzy Azji w plebiscycie AFC w 2005.